# Anopheles bulkleyi
Anopheles bulkleyi este o specie de țânțari din genul Anopheles, descrisă de Ottis Robert Causey în anul 1937.
Este endemică în Thailand. Conform Catalogue of Life specia Anopheles bulkleyi nu are subspecii cunoscute.